# Sergei Witaljewitsch Besrukow

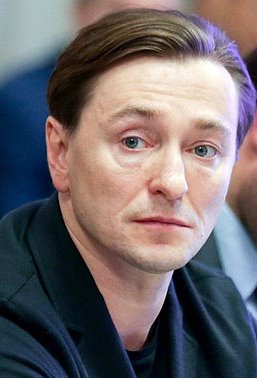
Sergei Besrukow (2018)

Sergei Witaljewitsch Besrukow (russisch Сергей Витальевич Безруков; * 18. Oktober 1973 in Moskau) ist ein russischer Film- und Theaterschauspieler, seit 2008 Volkskünstler Russlands.

## Leben
Sergei Besrukow wurde am 18. Oktober 1973 in Moskau geboren. Sein Vater ist der Schauspieler und Regisseur Witali Besrukow (* 1. Januar 1942), der am Moskauer Satire-Theater tätig war, seine Mutter Natalija Besrukowa (geborene Surowa, * 1. Januar 1950) war Leiterin eines Geschäftes.
Sergei Besrukow besuchte die Moskauer Schule Nummer 402. Bereits in der Kindheit verbrachte er viel Zeit am Arbeitsort seines Vaters und wollte in dessen Fußstapfen als Schauspieler treten. Nach dem Abitur wurde er an der Schauspielschule des Moskauer Kunsttheaters immatrikuliert. 1994 schloss er seine Ausbildung in der Klasse von Oleg Tabakow ab. Seit 1993 arbeitet er am Theater unter der Leitung von Oleg Tabakow. Er spielte in verschiedenen Fernsehserien (Brigada, Jessenin und andere) und Spielfilmen. Besrukow war von 1994 bis 1999 im Projekt Kukly des Senders NTW Stimmenimitator von 11 Charakteren, wie Boris Jelzin, Wladimir Schirinowski und Andrei Kosyrew.
Seit 2002 ist Sergei Besrukow Mitglied der Partei Einiges Russland, seit 26. Juli 2010 Mitglied des Patriarchalen Rates für Kultur der Russisch-Orthodoxen Kirche.
Seit August 2015 ist Besrukow die Einreise in die Ukraine untersagt. Dieses Verbot fußt auf einem Beschluss des ukrainischen Geheimdienstes SBU, welcher eine Art „schwarze Liste“ verfasst hat. Besrukow würde nach Darstellung der SBU, wie auch andere russische Kulturschaffende, die „nationale Sicherheit der Ukraine“ beeinträchtigen.
Besrukow heiratete 2000 die Schauspielerin Irina Besrukowa (Bachtura). 2015 ließ sich das Paar scheiden. Nach Medienangaben ist Besrukow bereits seit 2013 mit Schauspielkollegin Kristina Smirnowa (* 1983) liiert und ist Vater der gemeinsamen Zwillinge Aleksandra und Iwan.
Im Juli 2022 wurde Besrukow auf eine Sanktionsliste der Europäischen Union gesetzt.

## Filmografie
- 1994: Noktjurn dlja barabana i motozikla (Ноктюрн для барабана и мотоцикла)
- 1995: Krestonossez (Крестоносец)
- 1995: Umirajet duscha (Умирает душа)
- 1996: Doktor Ugol: diagnos nomer 1 (Доктор Угол: диагноз номер 1)
- 1996: Doktor Ugol: diagnos nomer 2 (Доктор Угол: диагноз номер 2)
- 1997: Breget (Брегет)
- 1997: Kotowassija (Котовасия)
- 1997: Wino is oduwantschikow (Вино из одуванчиков)
- 1997: Staryje pesni o glawnom 3 (Старые песни о главном 3)
- 1998: Raswjaska peterburgskich tain (Развязка петербургских тайн)
- 1998: Na boikom meste (На бойком месте)
- 1998: Nesnakomoje oruschije, ili Krestonossez 2 (Незнакомое оружие, или Крестоносец 2)
- 1999: Kitaiski serwis (Китайский сервиз)
- 2000: Wmesto menja (Вместо меня)
- 2000: Ryzarski roman (Рыцарский роман)
- 2000: Tschornaja komnata (Чёрная комната)
- 2000: Russki wodewil (Русский водевиль: Заёмные жёны, Fernsehserie, Folge Sajomnyje schony)
- 2001: Ljubow.ru (Любовь.ru)
- 2001: Tschudessa, da i tolko, ili Schtschuka po-moskowski (Чудеса, да и только, или Щука по-московски)
- 2001: Salomeja (Саломея)
- 2001: Blednolizi lschez (Бледнолицый лжец)
- 2002: Brigada (Бригада)
- 2002: Maska i duscha (Маска и душа)
- 2002: Jesli newesta wedma (Если невеста ведьма)
- 2002: Asasel (Азазель)
- 2003: Kljutsch ot spalni (Ключ от спальни)
- 2003: Schisn odna (Жизнь одна)
- 2003: Utschastok (Участок)
- 2004: Moskowskaja saga (Московская сага)
- 2005: Gorod bes solnza (Город без солнца)
- 2005: Boi s tenju (Бой с тенью)
- 2005: Jessenin (Есенин)
- 2005: Master i Margarita (Мастер и Маргарита, Fernsehserie)
- 2006: Pozelui babotschki (Поцелуй бабочки)
- 2006: Poslednjaja duel (Пушкин. Последняя дуэль)
- 2007: Karnawalnaja notsch-2, ili Pjatdesjat let spustja (Карнавальная ночь-2, или Пятьдесят лет спустя)
- 2007: Ironie des Schicksals. Die Fortsetzung
- 2008: Admiral (Адмиралъ)
- 2008: W ijune 41-go (В июне 41-го)
- 2009: Kanikuly strogowo reschima (Каникулы строгого режима)
- 2009: Gogol. Blischaischi (Гоголь. Ближайший)
- 2010: Samaja realnaja skaska (Самая реальная сказка)
- 2010: Wyssozki. Spassibo, tschto schiwoi (Высоцкий. Спасибо, что живой)
- 2011: Soloto (Золото)
- 2011: Tschornyje wolki (Чёрные волки)
- 2012: Mamy (Nowella „Mojej ljubimoj“) (Мамы (новелла «Моей любимой»))
- 2013: Ochota na krokodilow (Охота на крокодилов)
- 2013: Proschlim letom w Tschuminske (Прошлым летом в Чулимске)
- 2015: Wremenno nedostupen (Временно недоступен)
- 2015: Mletschnyj put' (Млечный путь)
- 2016: Tainstwennaja strast' (Таинственная страсть)